# 2.º Batallón de Instrucción (OB) de la Luftwaffe
El 2.º Batallón de Instrucción (OB) de la Luftwaffe (2. Ausbildungs-Bataillon (OB) der Luftwaffe) fue una unidad militar de la Luftwaffe durante la Segunda Guerra Mundial.

## Historia
Fue formado en enero de 1945(?) en Tschenstochau (Escuela de Combate Aéreo 9). Fue destruido en los combates a orillas del río Vístula y disuelto el 13 de febrero de 1945.